# Міжнародний банк реконструкції та розвитку

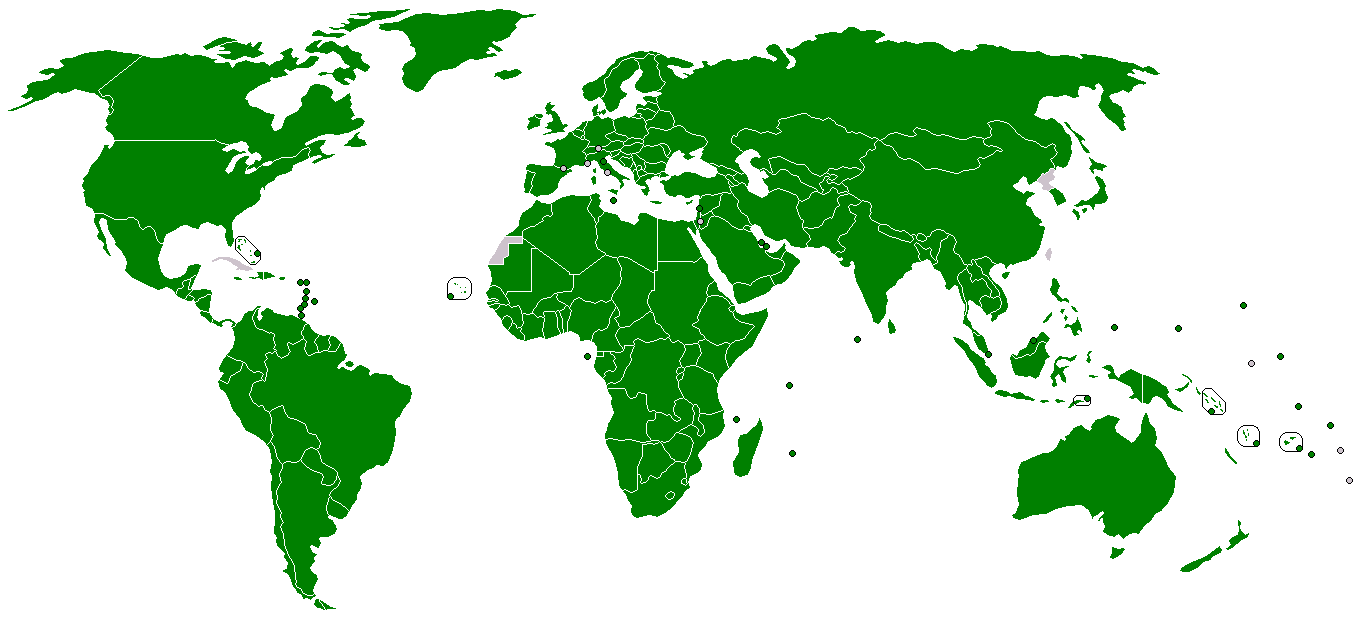
Країни-члени

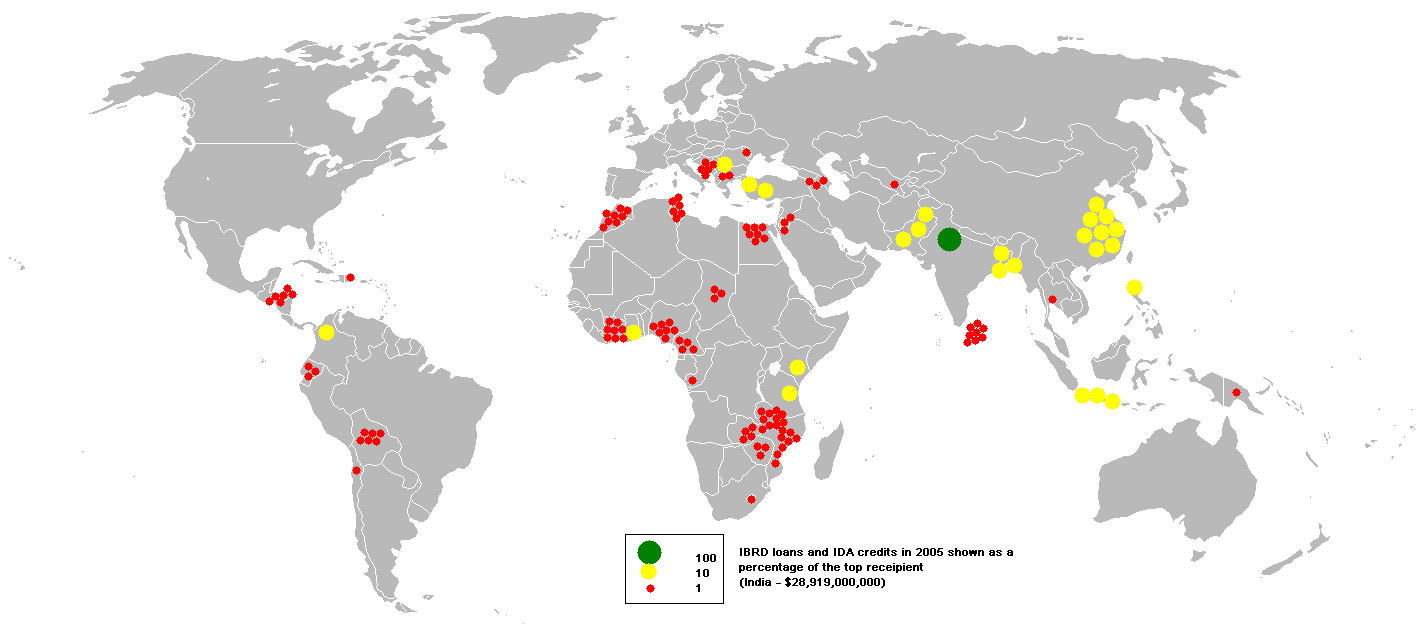
Сума наданих МБРР та МАР кредитів у світі у відсотках для кожної окремо взятої країни в 2005 році порівняно з лідером Індією (100% = $28 919 000 000)

Міжнародний банк реконструкції та розвитку (МБРР) англ. International Bank for Reconstruction and Development (IBRD) — одна з п'яти інституцій Групи Світового банку, заснована в 1945 році. Штаб-квартира — Вашингтон. 188 країн є учасниками банку; Україна — учасник з 1992 р.

## Огляд місії
Міжнародний банк реконстру́кції та розвитку — основна кредитна установа Світового банку. На відміну від МВФ Міжнародний банк реконструкції та розвитку кредитує проєкти економічного розвитку. МБРР — найбільший кредитор проєктів розвитку в країнах, що розвиваються із середнім рівнем доходів на душу населення. Країни, що подають заявку на вступ у МБРР, повинні спочатку стати членами МВФ. Всі позики банку надаються під гарантії урядів країн-членів. Позики виділяються під процентну ставку, що змінюється кожні 6 місяців. Позики надаються, як правило, на 15-20 років з відстрочкою платежів по основній сумі позики від трьох до п'яти років.
Міжнародний банк реконструкції й розвитку (МБРР) — спеціалізована установа ООН, міждержавний інвестиційний інститут, заснований одночасно із МВФ відповідно до рішень Міжнародної валютно-фінансової конференції в Бреттон-Вудсі в 1944 р. Угода про МБРР, що є одночасно і його уставом, офіційно набуло чинності в 1945 р., але банк почав функціонувати з 1946 р. Місцезнаходження МБРР — Вашингтон.
Профіціальною метою діяльності МБРР є сприяння країнам-членам у розвитку їхньої економіки за допомогою надання довгострокових позик і кредитів, гарантування приватних інвестицій. Спочатку МБРР був покликаний за допомогою акумульованих бюджетних коштів капіталістичних держав і приваблюваних капіталів інвесторів стимулювати приватні інвестиції в країнах Західної Європи, економіка яких значно постраждала під час Другої світової війни.
Із середини 50-х рр., коли господарство країн Західної Європи стабілізувалося, діяльність МБРР почала здебільшого орієнтуватись на країни Азії, Африки й Латинської Америки, маючи на меті протидію національно-визвольній боротьбі й стимулювання розвитку їхньої економіки.
Вищими органами МБРР є Рада керуючих і Директорат як виконавчий орган. На чолі банку — президент, як правило, представник вищих ділових кіл США. Сесії Ради, що складається з міністрів фінансів або керуючих центральними банками, проводяться раз на рік паралельно із сесіями МВФ. Членами банку можуть бути тільки члени МВФ, голоси також визначаються квотою країни в капіталі МБРР (85,2 млрд дол.). Хоча членами МБРР є 187 країн, чільну позицію посідають країни сімки: США, Японія, Велика Британія, ФРН, Франція, Канада й Італія.
Джерелами ресурсів банку крім акціонерного капіталу є розміщення облігаційних позик, головним чином на американському ринку, і кошти, отримані від продажу облігацій.
МБРР надає кредити, як правило, на строк до 20 років для розширення виробничих потужностей країн — членів банку, які видаються під гарантію їхніх урядів. МБРР надає також гарантії по довгострокових кредитах інших банків. Як і МВФ, він вимагає обов'язкового надання інформації про фінансове становище країни-позичальника, що кредитуються в об'єктах і змісті місії банку, що обстежує ці об'єкти.
Необхідно підкреслити, що банк покриває своїми кредитами лише 30 % вартості об'єкта, причому найбільша частина кредитів направляється в галузі інфраструктури: енергетику, транспорт, зв'язок. Із середини 80-х рр. МБРР збільшив частку кредитів, що направляють у сільське господарство (до 20 %), в охорону здоров'я й утворення. У промисловість направляється менш 15 % кредитів банку.
Останніми роками МБРР опікується проблемою врегулювання зовнішнього боргу країн, що розвиваються: 1/3 кредитів він видає у формі так називаного спільного фінансування. Банк надає структурні кредити для регулювання структури економіки, оздоровлення платіжного балансу.
На додаток до МБРР минулого створені такі фінансові інститути: Міжнародна асоціація розвитку, Міжнародна фінансова корпорація. Багатобічне агентство по гарантуванню інвестицій. На початку 1991 р. до складу членів цих організацій входили 155 країн. За період свого існування банк і його організації надали понад 5 тис. позики на загальну суму 245 млрд дол. Майже 3/4 всіх позик припадає на МБРР.

## Основні цілі
Основними цілями банку є:
- сприяння країнам-членам в розвитку економіки шляхом надання їм довгострокових позик і кредитів;
- заохочення іноземного інвестування через надання гарантій або участь в позиках та інших інвестиціях приватних кредиторів;
- стимулювання тривалого збалансованого зростання міжнародної торгівлі, підтримка збалансованості платіжних балансів країн-членів.

## Організаційна структура МБРР
Організаційна структура МБРР:
- Рада керуючих;
- Директорат;
- Комітет з розвитку;
- Президент.

Рада керуючих – вищий орган МБРР. Вона складається з призначених країнами-членами управлінців. Звичайно це міністри фінансів або президенти центральних банків країн. Строк повноважень керуючого – 5 років, але можливе повторне призначення. Рада збирається раз на рік для обговорення кардинальних питань політики банку. При голосуванні в Раді всі голоси країни залежать від її частки в капіталі банку. Понад 40% голосів належать вкупі державам "Великої Сімки".
Директорат складається з 24 директорів-виконавців, які обираються на два роки. З них 5 призначаються п'ятьма членами МБРР – США, Японією, Німеччиною, Великою Британією, Францією; решта обирається з урахуванням належності до певної групи країн. Директори забезпечують здійснення поточної діяльності банку.
Комітет з розвитку – спільний орган Світового банку й МВФ. Він складається з 24 членів і являє собою політичний форум для завчасного обговорення найважливіших проблем в сфері економічного розвитку. Здійснює дослідження й виконує аналіз середньо-строкових і довгострокових перспектив розвитку економіки країн, що розвиваються, розробляє відповідні рекомендації щодо розподілу ресурсів банку.
Президент обирається строком на 5 років. Він не може бути ні керуючим, ні директором. Президент здійснює адміністративні функції й контролює поточні справи банку.

## Формування ресурсів
Джерелами їх формування є статутний капітал, що складається підпискою країн-членів; позикові кошти; платежі в рахунок погашення боргу.
Уставний капітал банку на середину 1998 р. становив 191 млрд доларів. Він формується нетрадиційно. Уряди країн-членів купують акції, але сплачують лише невелику частину їх вартості (6%). Решта капіталу є "недоторканою" і може бути затребувана банком лише в разі відсутності в нього ресурсів для термінового погашення своїх зобов'язань. Поки що таких випадків не траплялося. Цей гарантійний капітал не можна використовувати для надання кредитів.
Підписка країн-членів на акції банку здійснюється згідно з їхньою економічною потужністю. Кожна країна має свою квоту в уставному капіталі. Квота України становить 0.8% капіталу банку, США – 17% , Японії – 6, 24% . Росії, Канади, Саудівської Аравії, Індії та Італії – по 2,99%.
Зовнішні джерела фінансування. МБРР є значним позичальником на світовому фінансовому ринку. Він випускає облігації під 7% щорічних, що дуже вигідно приватним інвесторам. їх інтерес підігрівається ще й тим, що банк дає гарантії під ці облігації. Крім того, приватні банки й інші кредитні інститути вкладають також свої капітали в облігації МБРР. За рахунок емісії облігацій МБРР формує 94% своїх ресурсів.

## Кредитна політика МБРР
Основне призначення кредитів – стимулювання розвитку приватного сектору в країнах-членах. До прийняття рішення про надання кредиту в країну прямує місія МБРР, яка вивчає економічну ситуацію, оцінює доцільність здійснення проєктів, під які плануються кредити. Місія складає свій висновок і рекомендації, які країна мусить прийняти, інакше може й не одержати кредиту.
Кредити надаються тільки урядам, відповідно їх центральним банкам для фінансування великих проєктів під гарантії урядів. На початок 1998 р. сума позик МБРР досягла 107 млрд доларів.
Кредити надаються на строк 15-20 років. Ставка кредиту в середньому перевищує на 0,5% ставку по позиковим коштам банку. Оскільки МБРР залучає позики з розрахунку 7% щорічних, то кредитна ставка становить в середньому 7,5% .
Для країн, що розвиваються, ставка дещо нижча. Найбіднішим країнам МБРР може надати безвідсотковий кредит.
Однією з особливостей діяльності МБРР є відмова від реструктуризації заборгованості клієнтів: випадків неповернення кредитів ще не було. Хоч прибуток не є головною метою МБРР, він працює прибутково. В середині 90-х років пересічно за рік прибуток становив понад 1 млрд доларів; він використовується для поповнення ресурсів МБРР. Дивідендів своїм членам банк не сплачує.
МБРР спочатку кредитував конкретні об'єкти, переважно інфраструктури, ретельно їх відбираючи. Це обмежувало позичальникам можливість маневру, що викликало їх невдоволення. З 80-х років кредити стали менше прив'язуватись до конкретних об'єктів. Крім підприємств приватного сектора банк став кредитувати й державні підприємства, але під гарантії уряду. Банк кредитує й галузі, куди приватний капітал йде неохоче через їх високу капіталоємність або низьку рентабельність (енергетика, транспорт, сільське господарство).
Надання кредитів Світовим банком має демонстраційний ефект: його авторитет стимулює приватних інвесторів та інші банки спрямовувати капітали в країни, що одержали кредити від МБРР.
Таким чином, Світовий банк спричиняє дуже сильний вплив на весь валютно-кредитний ринок.